# NGC 3504
NGC 3504是一个位于小狮座的棒旋星系。星系核内有大量的气体，说明星系尚处于早期演化阶段。NGC 3504的质量在2.5*109 M⊙于9*109 M⊙之间。